# Borisz Szkoszirev
Borisz Mihajlovics Szkoszirev Mavruszov (Борис Скосырев) báró, Orange grófja (Vilno, 1896. január 12. – Boppard, Németország 1989. február 27.) orosz fehérgárdista emigráns volt, 1934 júliusában megszerezte Andorra trónját.

## Élete
1933-ban megkapta az andorrai állampolgárságot, majd reformjavaslatokat terjesztett elő. 1934. július 7-én I. Borisz néven Andorra fejedelmévé kiálttatta ki magát. Rövid időn belül letartóztatta a spanyol csendőrség, majd 1934 novemberében kiutasították az országból.
Egy katalán író, Antoni Morell i Mora regényt írt az életéről I. Borisz, Andorra királya címmel. A szerző nagyanyjának ajánlotta a könyvet, aki személyesen találkozott Szkoszirevvel.